# Tin Machine (album)
Tin Machine è il primo album in studio dell'omonimo gruppo, pubblicato nel 1989 dalla EMI.

## Storia
L'album nasce come un tentativo da parte di David Bowie di ricercare nuove musicalità dopo il flop di critica di Never Let Me Down; l'album viene accolto da recensioni generalmente positive, raggiungendo la posizione numero tre nella Official Albums Chart; tuttavia le vendite a medio-lungo termine non risulteranno soddisfacenti. Dall'album verranno inoltre estratti quattro singoli, Under the God, Heaven's in Here, Tin Machine/Maggie's Farm (live) e Prisoner of Love.

## Tracce
1. Heaven's in Here (Bowie) – 6:01
2. Tin Machine (Bowie, Gabrels, Sales, Sales) – 3:34
3. Prisoner of Love (Bowie, Gabrels, Sales, Sales) – 4:50
4. Crack City (Bowie) – 4:36
5. I Can't Read (Bowie, Gabrels) – 4:54
6. Under the God (Bowie) – 4:06
7. Amazing (Bowie, Gabrels) – 3:06
8. Working Class Hero (Lennon) – 4:38
9. Bus Stop (Bowie, Gabrels) – 1:41
10. Pretty Thing (Bowie) – 4:39
11. Video Crime (Bowie, Sales, Sales) – 3:52
12. Run (Armstrong, Bowie) – 3:20 (Assente nella versione in vinile è inserito nella versione CD)
13. Sacrifice Yourself (Bowie, Sales, Sales) – 2:08 (Assente nella versione in vinile è inserito nella versione CD)
14. Baby Can Dance (Bowie) – 4:57

## Formazione
- David Bowie: voce, Chitarra
- Reeves Gabrels: Chitarra solista
- Hunt Sales: batteria, cori
- Tony Sales: Basso, cori
- Kevin Armstrong: Chitarra ritmica, Hammond